# Aedes meronephada
Aedes meronephada är en tvåvingeart som först beskrevs av Dyar Shannon 1925.  Aedes meronephada ingår i släktet Aedes och familjen stickmyggor.
Artens utbredningsområde är Filippinerna. Inga underarter finns listade i Catalogue of Life.